# Chasing Time: The Bedlam Sessions
| Recensione | Giudizio |
| ---------- | -------- |
| AllMusic   |          |

Chasing Time: The Bedlam Sessions è il primo album dal vivo, oltre che un DVD, del cantautore britannico James Blunt, pubblicato il 21 febbraio 2006 dalla Atlantic Records.

## Descrizione
Il CD contiene le registrazioni del concerto in Irlanda, mentre sul DVD è registrata la sua performance alla BBC, i video musicali legati ai singoli di Back to Bedlam, interviste e altri contenuti. Il CD audio era anche incluso in una confezione deluxe di Back to Bedlam disponibile negli Stati Uniti, il che significa che questa versione non è stata pubblicata in quel Paese.

## Tracce

### Disco 1 – DVD
1. Billy – 3:46 (James Blunt, Amanda Ghost, Sacha Skarbek)
2. High – 3:55 (James Blunt, Ricky Ross)
3. Wisemen – 3:49 (James Blunt, Jimmy Hogarth, Sacha Skarbek)
4. Goodbye My Lover – 4:18 (James Blunt, Sacha Skarbek)
5. Tears And Rain – 4:17 (James Blunt, Guy Chambers)
6. Out of My Mind – 3:18  (James Blunt, Sacha Skarbek)
7. So Long, Jimmy – 5:25 (James Blunt, Jimmy Hogarth)
8. You're Beautiful – 3:38 (James Blunt, Amanda Ghost, Sacha Skarbek)
9. Cry – 3:44 (James Blunt, Sacha Skarbek)
10. No Bravery – 3:36 (James Blunt, Sacha Skarbek)
11. Where Is My Mind? – 4:07 (Black Francis)
12. High (Video) – 4:03
13. High (The Making of the Video)
14. Wisemen (Video) – 4:00
15. Wisemen (The Making of the Video)
16. You're Beautiful (Video) – 3:23
17. You're Beautiful (The Making of the Video)
18. High (2005 Video) – 4:02
19. High (The Making of the 2005 Video)
20. Goodbye My Lover (Video) – 4:19
21. Goodbye My Lover (The Making of the Video)
22. Being Blunt (Documentary)
23. Interview & Photo Gallery

### Disco 2 – CD
1. Wisemen – 3:49 (James Blunt, Jimmy Hogarth, Sacha Skarbek)
2. High – 3:55 (James Blunt, Ricky Ross)
3. Cry  – 3:44 (James Blunt, Sacha Skarbek)
4. Goodbye My Lover – 4:18 (James Blunt, Sacha Skarbek)
5. So Long, Jimmy – 5:25 (James Blunt, Jimmy Hogarth)
6. Sugar Coated – 3:51 (James Blunt, Sacha Skarbek)
7. You're Beautiful – 3:38 (Amanda Ghost, James Blunt, Sacha Skarbek)
8. Billy – 3:46 (Amanda Ghost, James Blunt, Sacha Skarbek)
9. Fall at Your Feet – 2:42 (Neil Finn) – cover dei Crowded House
10. Tears and Rain – 4:17 (James Blunt, Guy Chambers)
11. No Bravery – 3:36 (James Blunt, Sacha Skarbek)
12. Where Is My Mind? – 4:07 (Black Francis) – cover dei Pixies

## Classifiche
| Classifica (2006) | Posizione massima |
| ----------------- | ----------------- |
| Belgio (Fiandre)  | 3                 |
| Belgio (Vallonia) | 2                 |
| Francia           | 8                 |
| Italia            | 1                 |
| Paesi Bassi       | 17                |
| Polonia           | 36                |
| Svizzera          | 2                 |